# Aron Freimann
Aron Freimann (ur. 5 sierpnia 1871 w Wieleniu, zm. 6 czerwca 1948 w Nowym Jorku) – profesor, historyk, judaista.
Syn orientalisty i filozofa Israela Meira Freimanna.
Absolwent Królewskiego Gimnazjum w Ostrowie (matura 1893). Studiował historię, archiwistykę i orientalistykę na uniwersytetach w Berlinie i w Erlangen. Od 1897 roku rabin (Berlińskie Seminarium Rabiniczne) i doktor filozofii (rozprawa Isagoge des Porphyrius in den syrischen Übersetzungen), od 1919 profesor.
Po studiach osiadł we Frankfurcie nad Menem. Przewodniczył miejscowej Komisji Rytualnej, zasiadał w zarządzie gminy wyznaniowej. Był wieloletnim pracownikiem Frankfurckiej Biblioteki Miejskiej, gdzie rozpoczął pracę w 1898 roku jako bibliotekarz. Zgromadził tam, zapoczątkowany w 1904 roku, wielki zbiór Judaiców i Hebraiców - ówcześnie były to największe tego typu zbiory w Europie, których znaczna część przetrwała do dziś (po wojnie zachowało się ich 20 tysięcy, obecnie zbiór judaików frankfurckiej biblioteki obejmuje ponad 100 tysięcy tomów).
W latach 1900–1921 wydawał wraz z Heinrichem Brodym Zeitschrift für hebräische Bibliographie (Czasopismo Bibliografii Hebrajskiej), a wraz z Markusem Brann'em Germania Judaica (historyczno-leksykograficzne). W latach 1924–1931 redagował Thesaurus typographiae hebraicae saec. XV (Leksykon typografii hebrajskiej w XV wieku), dla którego potrzeb zbierał tysiące judaików z wielu bibliotek europejskich. Współredagował (z Ismarem Elbogenem i Maxem Freudenthalem) Zeitschrift für die Geschichte den Juden in Deutschland (Czasopismo historii Żydów w Niemczech).
Autor wielu publikacji poświęconych historii europejskich Żydów. W latach frankfurckich zajmował się głównie dziejami Żydów w Niemczech, w Pradze, frankfurckimi hebraikami, średniowieczną żydowską poezją religijną oraz postacią Sabbataja Cwi, Żyda podającego się za mesjasza.
Po 1933 roku (dojście Hitlera do władzy) opuszcza przymusowo Niemcy. Do roku 1938 pracuje w dziale manuskryptów Biblioteki Watykańskiej. Od 1938 w Nowym Jorku – profesor Uniwersytetu Yeshiva.
Na pamiątkę rodzinnemu miastu wydał w 1898 roku historię gminy żydowskiej w Ostrowie: Geschichte der israelitischen Gemeinde Ostrowo.